# 이준행
이준행은 대한민국의 개발자이자 언론인이다. 성공회대학교에서 신문방송학을 전공했으며, 고로케닷넷과 일간워스트를 만들어 운영하고 있다. 슬로우뉴스 초대필자이기도 하며 언론이나 IT 관련 글을 기고하였다. 2014년 3월, 고로케닷넷에 대안언론만 모아보는 '뉴스 포털' 뉴스고로케를 만들었다.

## 개발
- 인디공연의 모든 것
- boooki
- ropipi
- 충격 고로케
- 재있는 고로케
- 도트 고로케
- 일간 워스트

## 같이 보기
- 고로케닷넷
- 일간워스트